# Sonnenfinsternis vom 23. September 2090
Die totale Sonnenfinsternis vom 23. September 2090 spielt sich größtenteils über Nordamerika, Grönland, Westafrika, dem westlichen Europa und der Arktis ab.
Das Maximum der Finsternis liegt ca. 200 km westlich der Südspitze Grönlands im Nordatlantik, die Dauer der Totalität beträgt dort 3 Minuten und 36 Sekunden.
Der genaue Verlauf der Totalitätszone lässt sich heute (Anfang des 21. Jahrhunderts) wegen der ungenauen Vorhersage der Entwicklung der Erdrotation (vgl. Delta T) nur auf einige dutzend Kilometer genau angeben. Insbesondere im Bereich des Endes der Totalität in Frankreich und Belgien werden sich noch, für einige Städte wesentliche, Änderungen ergeben können.

## Verlauf
Die Finsternis beginnt in der Nähe des Nordpols bei Sonnenaufgang und der Mondschatten wandert rasch in südöstlicher Richtung über Ellesmere Island im Kanadischen Bundesstaat Nunavut hinweg. Der Schatten des Mondes überquert die Baffin Bay und streift Grönland. Die Totalitätszone erreicht dann gegen Abend Irland, den Süden Englands, überquert den Ärmelkanal mit den Kanalinseln und erreicht Belgien und Frankreich, wo die Finsternis bei Sonnenuntergang endet.

## Orte in der Totalitätszone
| Land       | Ort              | Dauer     | Uhrzeit (UT) | Bemerkung                                                          |
| ---------- | ---------------- | --------- | ------------ | ------------------------------------------------------------------ |
| Kanada     | Eureka (Nunavut) | 2m 57s    | 16:16        |                                                                    |
| Kanada     | Grise Fiord      | 1m 2s     | 16:16        |                                                                    |
| Grönland   | Qaanaaq (Thule)  | 2m 8s     | 16:22        |                                                                    |
| Grönland   | Nuuk             | 1m 43s    | 16:40        |                                                                    |
| Irland     | Skibbereen       | 1m 23s    | 17:27        |                                                                    |
| England    | Plymouth         | 2m 14s    | 17:31        | Sonne geht partiell verfinstert unter                              |
| –          | Jersey           | 2m 45s    | 17:33        | Sonne geht partiell verfinstert unter                              |
| Frankreich | Brest            | 2m 36s    | 17:34        | Sonne geht partiell verfinstert unter                              |
| Frankreich | Paris            | 2m 39s    | 17:34        | Sonne geht bald nach Ende der Totalität partiell verfinstert unter |
| Belgien    | Charleroi        | ca. 1 min | 17:32        | Sonne geht während der Totalität unter                             |

## Sichtbarkeit im deutschsprachigen Raum
Die Finsternis ist als partielle Finsternis im gesamten deutschsprachigen Raum bis zum Sonnenuntergang sichtbar. Die Bedeckung ist im Westen, wo die Finsternis etwa eine Stunde vor Sonnenuntergang beginnt, noch bis 90 %. Im Osten, wo die Finsternis erst kurz vor Sonnenuntergang beginnt, dagegen nur sehr klein.